# Hollenborn
Hollenborn ist eine Hofstelle im Ortsteil Röst der Gemeinde Tensbüttel-Röst im Kreis Dithmarschen in Schleswig-Holstein.

## Toponymie
Der Namensursprung ist unbekannt. Lediglich zu dem Namensbestandteil '-born' ist aufgrund der umliegenden Quellen davon auszugehen, dass es sich um das mittelhochdeutsche Wort für „Quelle“ oder „Brunnen“ handelt.

## Lage
Hollenborn liegt etwa 1,5 km nördlich des Dorfes Röst an der Gemeindestraße 36 auf der Dithmarscher Geest östlich des Riesewohld.

## Bestand
Hollenborn besteht aus einem kombinierten Wohn- und Wirtschaftsgebäude aus dem Jahr 1904 und einem Altenteilergebäude von 1935.
Zu dem Hof gehören ca. 100 ha Grund, von dem etwa 16 ha auf Teichflächen zur Fischzucht und 5 ha Wald entfallen. Die übrige Fläche verteilt sich auf Grünland, Ackerland und die Hofstelle selbst.
Es besteht ein Fischzuchtbetrieb.
Die Bodenverhältnisse sind geesttypisch inhomogen. Neben Humus-, Sand- und Kiesflächen finden sich moorige Bereiche, der Untergrund ist durch Ton- und Schluffhorizonte geprägt. Auffällig ist die Häufung von Quellen.
Der Bach Moorbek, ein Nebenbach der Gieselau, entspringt ca. 300 m südlich der Hofstelle.
Für Teilflächen besteht ein Extensivierungsprogramm in Zusammenarbeit mit dem Bündnis Naturschutz in Dithmarschen e. V. mit dem Ziel der Erhaltung der Artenvielfalt. Die Nachbarhöfe sind Ganzenbek im Norden und Lichtenhof im Süden.

## Geschichte
Der Bereich der Dithmarschen Geest, auf dem sich Hollenborn erstreckt, ist seit ungefähr 5000 Jahren besiedelt. In der näheren Umgebung finden sich Tonscherben und es ist Raseneisenerz verhüttet worden. Über die Gründung der Hofstelle in der heutigen Lage ist nichts bekannt, es kann aber als gesichert gelten, dass bereits im Jahre 1500 ein Bauernhof bestand, der, an einer Nebenroute des historischen Ochsenweges gelegen, auch Gastwirtschaft und Unterkunft war. Zur Hofstelle gehörende Teiche bestanden bereits im Jahr 1813.
Im 18. Jahrhundert wirkte auf Hollenborn der königlich Dänische Hegereiter Jacob Möller (1697–1784), der von hier aus Wolfsjagden organisierte.